# Станіславський район
Станісла́вський район — колишній район у складі Станіславської області УРСР. Центром району було село Пасічна.

## Історія
17 січня 1940 року Станіславський повіт поділено на 5 районів. До Станіславського району відійшли села ґмін Пасєчна й Угорнікі, було утворено 17 сільрад:
- Загвіздя,
- Павелче,
- Пасічна,
- Пациків,
- Рибно,
- Угринів Горішній,
- Угринів Долішній,
- Угринів Шляхотський,
- Ямниця,
- Вовчинець,
- Добровляни,
- Колодіївка,
- Микитинці,
- Підлужжя,
- Підпечери,
- Угорникі,
- Узин.

Першим секретарем райкому компартії призначений І. П. Плеченко (до того — другий секретар Сумського райкому), головою райвиконкому — Ю. Безкровний.
Указом Президії Верховної Ради УРСР 23 жовтня 1940 р. до Станіславського району передана з Галицького району Майданська сільська рада.
У роки ІІ світової війни територія району була окупована німцями і увійшла до староства (крайсгауптманшафту) Станіслав. В липні 1944 року Радянські війська знову захопили територію району. Головою райвиконкому призначений Одинцов (навесні 1946 його змінив Паркулаб В.М.), першим секретарем — Майборода О.К. Газета «Вільне життя» виходила двічі на тиждень.
В районі, як і на всій Галичині, населення підтримувало УПА і було тероризоване всіма репресивними органами СРСР. В центрі села Пасічна працювала катівня НКВС, невдовзі перенесена в Софіївку. За даними облуправління МГБ у 1949 р. в Станіславському районі підпілля ОУН найактивнішим було в селах Ямниця, Підпечери, Загвіздя, Пациків і Рибне. Підпілля ОУН активно діяло до 1951 року.
На 22.01.1955 в районі залишилось 15 сільрад.
11 березня 1959 р. ліквідовано 5 районів області, між якими і Станіславський, територію якого розділили між Тисменицьким і Лисецьким районами.

## Відомі люди
- Схиієромонах Почаївської лаври Сергій (Василь Соломка; † 2012)